# Рудольф Мадер
Рудольф Мадер Едлер фон Манілофа (нім. Rudolf Mader Edler von Manilova; 1 жовтня 1894, Відень — 9 березня 1966, Відень) — австро-угорський, австрійський і німецький військовий медик, доктор медицини, генерал-майор медичної служби люфтваффе (1 жовтня 1944).

## Біографія
1 листопада 1913 року вступив однорічним добровольцем в австро-угорську армію і був призначений медичним офіцером 25-го лінійного піхотного полку. Учасник Першої світової війни. 1 листопада 1918 року демобілізований. 1 вересня 1924 року вступив в австрійську армію і був призначений батальйонним медиком 1-го батальйону артилерійського полку Клостернойбурга, з 17 лютого 1925 року — артилерійського батальйону 3-ї бригади. З 1 вересня 1932 року — головний медик польового єгерського батальйону, потім 4-го моторизованого транспортного єгерського батальйону. З 1 вересня 1936 року — медичний керівник при командуванні ВПС.
Після аншлюсу 15 березня 1938 року автоматично перейшов у вермахті. 1 травня 1938 року відряджений в штаб авіаційної області і командування запасними частинами у Відні. З 1 червня 1938 по 25 червня 1943 року — начальник медичної служби 17-ї авіаційної області і командир 17-го авіаційного медичного батальйону, одночасно з 2 грудня 1941 по 24 січня 1942 року — начальник медичної служби 4-го, з 12 квітня по 31 травня 1943 року — 1-го повітряного флоту. З 26 червня по 17 грудня 1943 року — медик авіаційного командування «Південний Схід». 11 березня 1944 року відряджений в командування 6-го повітряного флоту, а 1 квітня очолив медичну службу флоту і займав цю посаду до кінця війни. 

## Нагороди
- Медаль «За хоробрість» (Австро-Угорщина)
  - бронзова
  - срібна 2-го класу
  - срібна 1-го класу
- Золотий хрест «За цивільні заслуги» (Австро-Угорщина) з мечами
- Військовий Хрест Карла
- Медаль «За поранення» (Австро-Угорщина) з однією смугою
- Пам'ятна військова медаль (Австрія) з мечами
- Орден Заслуг (Австрія), лицарський хрест
- Пам'ятна військова медаль (Угорщина) з мечами
- Почесний хрест ветерана війни з мечами
- Медаль «За вислугу років у Вермахті» 4-го, 3-го і 2-го класу (18 років)
- Почесний знак Німецького Червоного Хреста 2-го класу
- Нагрудний знак «За поранення» в чорному — заміна австро-угорської медалі «За поранення».
- Хрест Воєнних заслуг 2-го класу з мечами